# Elizabeth Gutiérrez
Elizabeth Gutiérrez (1. travnja 1979.) meksičko-američka je glumica i model.

## Biografija
Elizabeth je odrasla u velikoj obitelji i najmlađa je od šestero djece. Sudjelovala je u reality showu Protagonistas de Novela 2 gdje je upoznala i tadašnjeg supruga Williama Levyja, s kojim ima sina Christophera Alexandra i kćer Kailey. Neko je vrijeme radila kao model pa se tako pojavila i u programu The Prince is Right.
Svoju prvu ulogu dobiva u telenoveli Amor Comarado gdje glumi uz Joséa Ángela Llamasa. Pod okriljem Venevisiona glumi u telenoveli Olvidarte Jamas. Zajedno s Williamom Levyjem glumila je u Acorroladi, međutim nakon Williamovog napuštanja serije odlazi i Elizabeth. Popularnost stječe ulogom u sapunici El Rostro de Analia.
Elizabeth je udana za Williama Levyja, s kojim ima sina Christophera Alexandera i kćer Kailey.

## Filmovi
| Godina | Naziv Emisije | Uloga-Naziv lika | Bilješke                 |
| ------ | ------------- | ---------------- | ------------------------ |
| 2008   | Fotonovela    | Melanie          | Debut film / Protagonist |

| Godina    | Naziv Emisije                    | Uloga-Naziv lika                                        | Bilješke                                   |
| --------- | -------------------------------- | ------------------------------------------------------- | ------------------------------------------ |
| 2003      | Protagonistas de Novela          | Ona                                                     | Season 2                                   |
| 2004      | Lingerie Bowl                    | Ona                                                     | Team Dream                                 |
| 2005      | The Price Is Right               | Ona                                                     | Model                                      |
| 2006      | Olvidarte jamás                  | Isabella Neira                                          | Antagonist                                 |
| 2007      | Acorralada                       | Paola Irazábal                                          | Supporting role                            |
| 2008      | Amor comprado                    | Mariana Gómez                                           | Lead role                                  |
| 2008      | Drugo Lice - El rostro de Analia | Mariana Andrade de Montiel / Ana Lucía "Analía" Moncada | Protagonist                                |
| 2009–2010 | Corazón salvaje                  | Rosenda Montes de Oca                                   | Antagonist                                 |
| 2010      | El fantasma de Elena             | Elena Lafé                                              | Lead role                                  |
| 2011      | ¡Mira quién baila!               | Ona                                                     | Show (Natjecanje u plesu); finished fourth |
| 2012      | El rostro de la venganza         | Mariana San Lucas                                       | Co-lead role                               |